# Orientothele mingsheng
Espèce
Synonymes
- Macrothele mingsheng Wu & Yang, 2022

Orientothele mingsheng est une espèce d'araignées mygalomorphes de la famille des Macrothelidae.

## Distribution
Cette espèce est endémique du Yunnan en Chine,. Elle se rencontre dans le xian de Mengla.

## Description
Le mâle holotype mesure 15,97 mm et la femelle paratype 18,19 mm.

## Systématique et taxinomie
Cette espèce a été décrite sous le protonyme Macrothele mingsheng par Wu et Yang en 2022. Elle est placée dans le genre Orientothele par Shao, Zhou et Lin en 2025.

## Étymologie
Cette espèce est nommée en l'honneur de Ming-sheng Zhu.

## Publication originale
- Wu, Yang, He & Yang, 2022 : « Revision of Macrothele yunnanica and description of a new species of the genus Macrothele (Araneae: Macrothelidae). » Acta Arachnologica Sinica, vol. 31, no 2, p. 96-103.